# Amas de galaxies

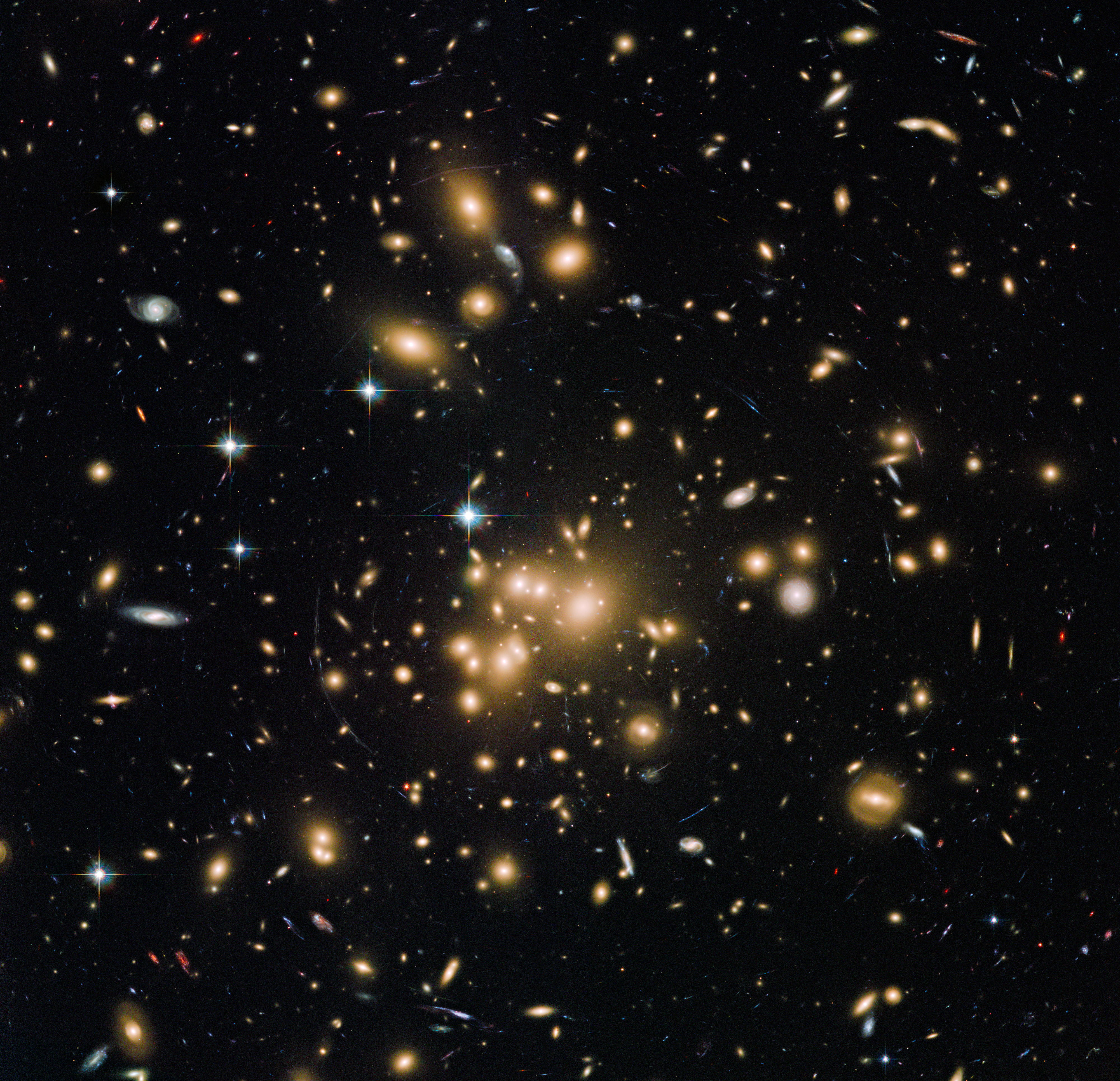
L'amas de galaxies Abell 1689 imagé par le télescope spatial Hubble. Les faibles petits arcs bleus visibles sur cette image sont provoqués par un effet de lentille gravitationnelle.

Un amas de galaxies, ou amas galactique, est l'association de plus d'une centaine de galaxies liées entre elles par la gravitation. En dessous de 100, on parle plutôt de groupe de galaxies, même si la frontière entre groupe et amas n'est pas clairement définie.

## Présentation

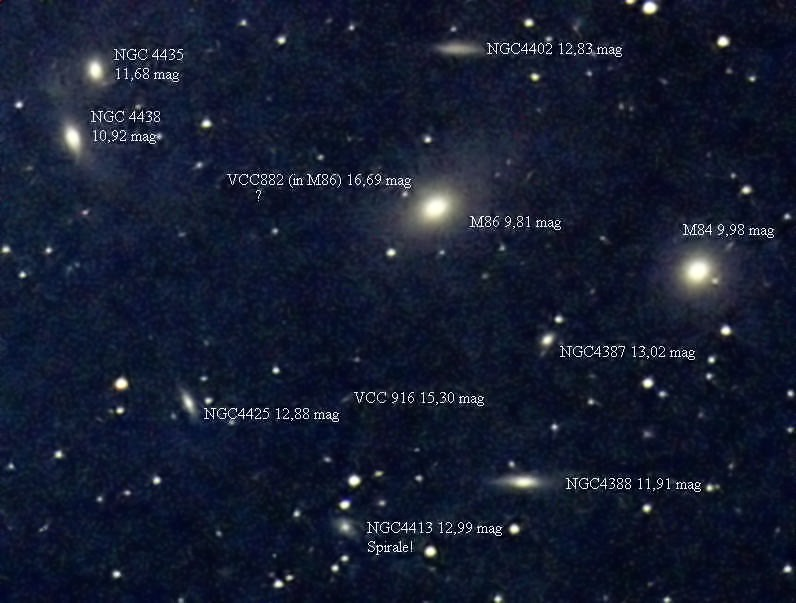
L'amas de la Vierge est proche du Groupe local.

Ces amas se caractérisent par leur forme spécifique (sphérique, symétrique ou quelconque), ainsi que par la répartition et leurs nombres de galaxies (jusqu'à plusieurs milliers). Ils se sont formés il y a 10 milliards d'années et plus. Ces amas peuvent eux-mêmes s'associer en groupes plus grands pour former des superamas.
Les amas de galaxies sont des structures stables, c'est-à-dire que ses constituants ne peuvent s'échapper du puits de potentiel gravitationnel de l'amas. Ces structures sont parmi les plus grandes et les plus massives de l'Univers actuel visible connu.
Notre galaxie, la Voie lactée, appartient à un groupe de galaxies, comprenant une trentaine de galaxies, appelé Groupe local, lui-même inclus dans le superamas de la Vierge.
Quelques exemples :
- l'amas de la Machine pneumatique est situé à seulement 5,5 millions d'années-lumière du Groupe local ;
- l'amas de la Vierge, situé à environ 60 millions d’années-lumière, pourrait contenir plus de 1 500 galaxies dans un rayon de 7 millions d’années-lumière ;
- l'amas d'Hercule (A2151), le plus riche du superamas d'Hercule. Situé à 365 millions d’années-lumière, il contiendrait une centaine de galaxies ;
- l'amas de la Chevelure de Bérénice (A1656), un amas sphérique d'au moins dix millions d'années-lumière de diamètre et contenant des milliers de galaxies ;
- l'amas de Persée, situé à environ 250 millions d’années-lumière, est l'amas le plus brillant en rayon X.

## Distribution
La distribution des amas ne semble pas homogène dans l'Univers : des régions vides côtoient des régions denses comme « le Doigt de Dieu » dans la constellation de Bérénice ou le « Grand Mur ».
La plupart des galaxies (environ 90 %) appartiennent à un amas ou à un superamas, et 20 % font partie d’un amas contenant des centaines voire des milliers d’autres galaxies.

## Composition
Outre des galaxies, un amas galactique contient du gaz très chaud (entre 107 et 108 K) et très ténu (faible densité généralement comprise entre 10−3 et 10−2 particules par cm3), qui émet des rayons X via le processus de rayonnement continu de freinage. Il semble que ce gaz soit d’origine primordiale mais la présence de fer montre qu’il y a eu contamination ultérieure. Cette contamination provient en grande partie de l'explosion en supernova des étoiles présentes dans les galaxies hôtes de l'amas. Les vieilles étoiles, riches en éléments lourds, disséminent en explosant ces éléments dans le milieu interstellaire, puis intra-amas.
Lorsque l'amas de galaxies n'a pas subi de collisions avec d'autres amas depuis un certain temps, le gaz intra-amas se diffuse uniformément dans le champ de gravité de l’amas : il est en équilibre hydrostatique.
La masse totale des gaz d'un amas dépasse d'un facteur 2 ou 3 celle des galaxies qu'il contient, soit environ dix à vingt fois la masse des étoiles des galaxies. Malgré cela, la masse de l'amas n'est pas assez élevée pour correspondre aux observations du mouvement des galaxies. Grâce au concept de la matière sombre, sa masse serait répartie en 15 % de gaz chaud et 85 % de matière sombre.
Généralement, les amas ont en commun certaines propriétés, telles que :
- ils contiennent entre 50 et 1 000 galaxies ;
- leur masse totale est comprise entre 1014 et 1015 masses solaires ;
- ils ont un diamètre de 2 à 10 Mpc (respectivement environ de 6 à 35 millions d'années-lumière) ;
- la dispersion des vitesses des galaxies est d'environ 800 à 1 000 km/s pour les amas massifs.